# Nadia Svitlitxna
Nadia Oleksiïvna Svitlitxna (ucraïnès: Наді́я Олексі́ївна Світли́чна, nascuda el 8 de novembre del 1936 al poble de Polovinkino, raion de Starobilsk, óblast de Luhansk - morta el 8 d'agost del 2006 a Matawan (Nova Jersey), Estats Units) fou una dissident ucraïnesa, activista dels drets humans, i un membre actiu del Grup Ucraïna-Hèlsinki. Fou escriptora i editora i durant un temps també fou presa política del règim soviètic.
Svitlitxna fou elogiada pel president d'Ucraïna Víktor Iúsxenko, que va afirmar que "el seu punt de vista, la forma en què va viure la seva vida i ha passat els valors a la següent generació, han deixat la seva petja per a milions de contemporanis patriotes ucraïnesos".
Després d'emigrar als Estats Units al novembre de 1978 es va convertir en membre, juntament amb el general Petrò Hrihorenko i Leonid Pliusx (i altres posteriors) de la representació exterior de la Grup Ucraïna-Hèlsinki. Va continuar el seu treball en la defensa dels drets humans i els drets nacionals a Ucraïna i en protesta per violacions dels Acords de Hèlsinki per part del soviètics.